# 杜萬·薩帕塔
杜萬·埃斯特万·薩帕塔·班格羅（西班牙語：Duván Esteban Zapata Banguero，發音：[duˈβan saˈpata]；1991年4月1日—），是一名哥倫比亞球員，司職前鋒。目前効力意甲俱樂部拖連奴。